# عطيفة مخاطية
عطيفة مخاطية (الاسم العلمي: Campylobacter mucosalis) هي نوع من البكتيريا تتبع جنس العطيفة من فصيلة العطيفات.